# Gwangju World Cup Stadium
Gwangju World Cup Stadium (광주월드컵경기장) je víceúčelový stadion sloužící zejména pro fotbal a atletiku ve Kwangdžu v Jižní Koreji. Pojme 40 245 diváků. Domácí zápasy zde hraje fotbalový klub Gwangju FC. Byl postaven pro Mistrovství světa ve fotbale 2002.
Stavba započala 16. listopadu 1998 a byl otevřen 9. ledna 2002. Byl to jeden z 20 stadionů, kde se pořádaly zápasy mistrovství světa ve fotbale v roce 2002. V roce 2015 byl hlavním dějištěm Letní Univerziády. Odehrávalo se zde slavnostní zahájení a ukončení a soutěžilo se zde v atletice, které pořádaly Japonsko s Jižní Koreou.